# Сухарев, Дмитрий Евгеньевич
Су́харев Дми́трий Евге́ньевич (10 июля 1968, Быково, Московская область — 2 сентября 2017, Федурново, Московская область) — российский пилот, мастер спорта России, первый чемпион России по авиаралли.
Член Сборной России по авиаралли.

## Биография
Родился 10 июля 1968 года в посёлке Быково Раменского района Московской области. Отец — Сухарев Евгений Павлович, техник-дефектовщик на Быковском авиаремонтном заводе, бортмеханник на Ил-14 и Ан-30 в Мячковском объединённом авиаотряде, преподаватель в УТЦ АВИА 22. Мать — Сухарева Валентина Владимировна, комплектовщица на Быковском авиаремонтном заводе.
В возрасте 9 месяцев поступил в ясли от Быковского Авиаремонтного 402 завода. В возрасте 4 года перешел в детский сад при аэропорте Быково. В 1975 году пошёл в 1 класс в Быковскую среднеобразовательную школу номер 14, где проучился до 5 класса. В 1980 году семья переехала из поселка Быково в Раменское, получив там квартиру от Мячковского авиаотряда.
В 1980 году Дмитрий перевёлся в 4-ю Раменскую общеобразовательную среднюю школу, где проучился до десятого класса. Окончил школу в 1985 году и, не пройдя медкомиссию в высшее Кировоградское летное училище (в детстве упал и рассёк голову, шрам на голове чуть не поставил крест на его лётной карьере), пошёл работать учеником авиамеханика по приборам на Жуковскую лётно-испытательную и доводочную базу.
С 1988 года стал курсантом Кременчугского лётного училища гражданской авиации, которое окончил в 1991 г. в 1997—2002 годах учился в Академии гражданской авиации в Санкт-Петербурге.
Зимой 1991—92 года был участником перелёта в Австралию (Канберра), один Ан-2, семь Як-18Т. Руководителями перелёта выступили лётчик-космонавт, лётчик-испытатель, Герой Советского союза Игорь Петрович Волк и советник вице-президента Российской Федерации Валентин Викторович Перфильев.
Увлекался полётами на планере, прыжками с парашютом.
C 1991 по 2018 годы работал пилотом, пилотом-инструктором, командиром воздушного судна в различных авиакомпаниях на самолётах и вертолетах Ми-2, Ми-8, Ан-30, Ан-2, Л-410, Як-42, Dassault Falcon 20, Cessna 208, King Air 200, Cessna 550 Citation II, Cessna 650 Citation III, Sabreliner 60, Еmbraer ERJ-145, Boeing-757, Boeing 747-400, Boeing 747-8, Gulfstream G550. С 1989 года также являлся пилотом-инспектором в Федерации любителей авиации России. Почётный член Федерации Авиационного спорта. За время членства во ФЛА освоил десятки типов воздушных судов: от спортивных (Pitts, Як-54, Су-29, Су-31) до транспортных (Ли-2, DC-3, Ил-14).
Аэроклуб «КВС», одним из основателей которого являлся Дмитрий Сухарев, был награждён почетным групповым дипломом Международной авиационной федерации, ФАИ (Fédération Aéronautique Internationale, FAI).

## Гибель в авиакатастрофе

Могила Дмитрия Сухарева на Быковском кладбище в Жуковском

2 сентября 2017 года экипаж в составе Дмитрия Сухарева и пилота-фотокорреспондента Бориса Тылевича принял участие в показательных выступлениях, проходивших на аэродроме Чёрное (Балашихинский район Московской области). Авиашоу было приурочено к 70-летию создания самолёта Ан-2. Во время выполнения сложной для такого типа самолёта фигуры высшего пилотажа «бочка» и во время выведения из неё самолёт резко накренился и свалился на крыло. Пилоты не справились с управлением и не смогли вывести самолёт в горизонтальный полёт из-за нехватки высоты. Оба пилота погибли. В момент перед столкновением с землёй им удалось отвести самолёт от находившихся на лётном поле зрителей. Похоронен на Быковском кладбище.

## Награды
- Призёр Чемпионатов России, мира и Европы по авиараллии, одиннадцатикратный Чемпион России по авиаралли[7].
- Мастер авиационного спорта[8].